# Vitol
Vitol Group är ett nederländskt–schweiziskt råvaruhandelsbolag som anses vara världens största i sin bransch med en omsättning på 303 miljarder dollar (2012) när det gäller att handla med petroleum, naturgas, kol, utsläppsrätter och biobränsle. Bolagets främsta konkurrenter är Glencore International plc och Trafigura. Vitol har huvudkontor både i Rotterdam och i schweiziska Genève.
Vitol startades 1966 i Rotterdam av Henk Vietor och Jacques Detiger.